# Тярракские языки
Тярра́кские языки (дьерагские; Jarrakan, Djeragan) — небольшая семья близкородственных австралийских языков, распространённых на северо-западе Австралии в восточной части региона Кимберли (север штата Западная Австралия).
Название семьи происходит от слова jarrak, которое в языке китья значит «язык, речь». Оно не связано с названием хребта Дьюрак, к востоку от которого распространены. Его название происходит от фамилии известных первопроходцев восточного Кимберли — Дьюрак (Durack).

## Классификация
Единство семьи является общепризнанным, в том числе оно признаётся Робертом Диксоном (2002), который называет её Kitja/Miriwung subgroup.
Включают две ветви, включающие 3 живых языка и несколько вымерших идиомов, точный статус которых неизвестен.
- Китийская ветвь (Kitjic)
  - китья — около 100 носителей
  - вымершие наречия:
    - лунгка (Lungka) — возможно название языка китья на языке тяру (пама-ньюнгская семья), распространённом к югу, где это слово значит «голый» [Berndt 1975: 123]
    - валки (Walgi) — известен только список слов, опубликованный в [Ray 1897], по которому видно, что это был диалект китья
    - кулуварранг (Kuluwarrang)
- Миривунгская ветвь
  - миривунг (Miriwoong) — около 20 носителей
  - катьиррапенг (Gajirrabeng) — 3-4 носителя
  - тулпунг (дулбунг; Doolboong) — вымерший